# (500282) 2012 PP13
(500282) 2012 PP13 es un asteroide perteneciente al cinturón de asteroides, descubierto el 30 de diciembre de 2008 por el equipo del Mount Lemmon Survey desde el Observatorio del Monte Lemmon, Arizona, Estados Unidos.

## Designación y nombre
Designado provisionalmente como 2012 PP13.

## Características orbitales
2012 PP13 está situado a una distancia media del Sol de 3,047 ua, pudiendo alejarse hasta 3,266 ua y acercarse hasta 2,828 ua. Su excentricidad es 0,071 y la inclinación orbital 8,810 grados. Emplea 1942,86 días en completar una órbita alrededor del Sol.
Los próximos acercamientos a la órbita terrestre se producirán el 1 de septiembre de 2033, el 19 de agosto de 2091 y el 27 de diciembre de 2139, entre otros.

## Características físicas
La magnitud absoluta de 2012 PP13 es 16.